# Schwarzblech

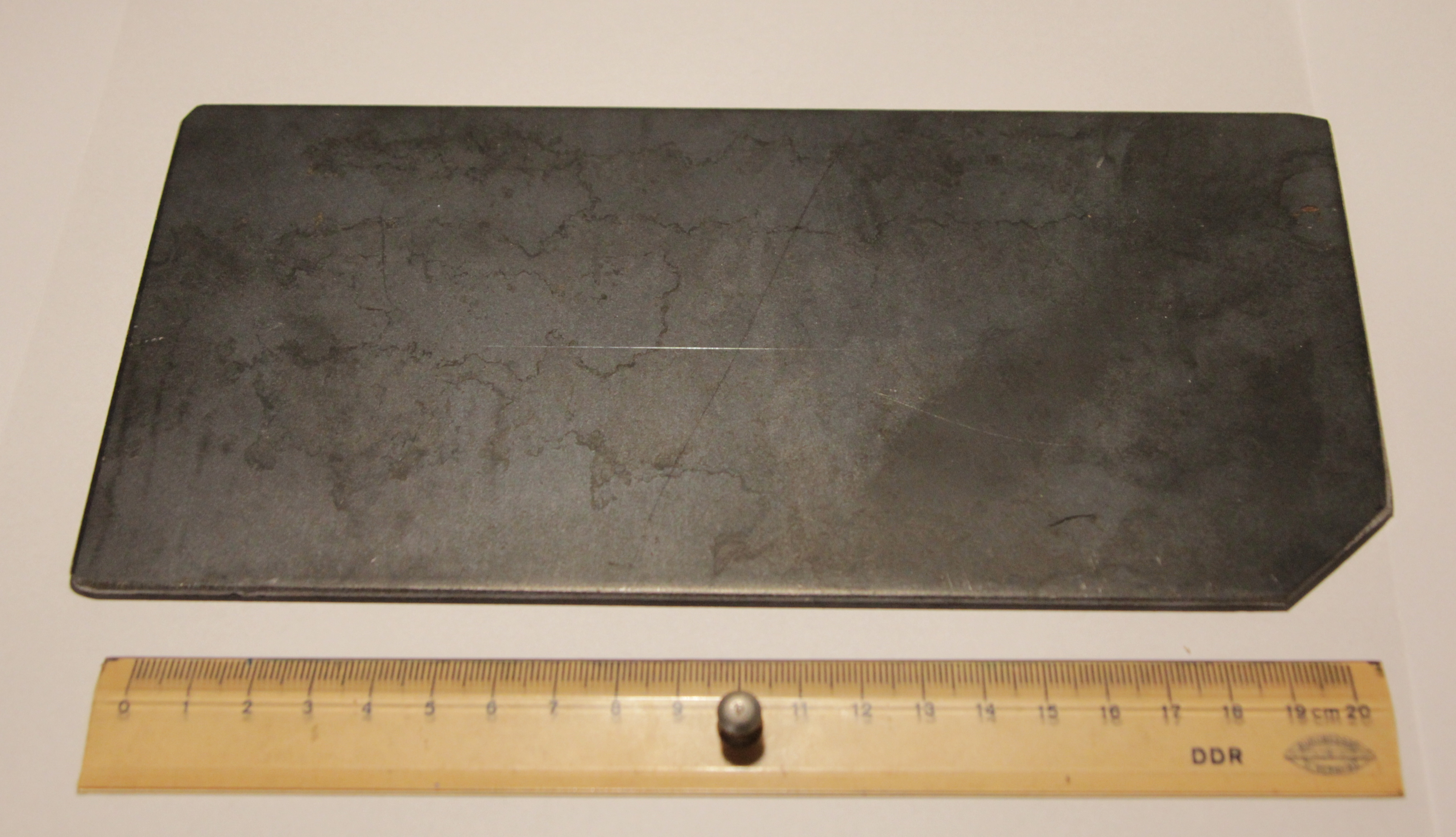
Zugeschnittenes Stück Schwarzblech, 4 mm stark

Als Schwarzblech wird warm- oder kaltgewalztes, nicht entzundertes Blech bezeichnet.

## Herstellung und Beschaffenheit
Schwarzblech besteht aus unlegiertem Stahl und wird im offenen Feuer oder Kasten geglüht. Sein dunkles Aussehen erhält es durch Reaktion mit der Umgebungsluft. Beim Warmwalzen wird Schwarzblech in Stärken von 1,5 mm und mehr hergestellt. Kaltgewalztes Schwarzblech hingegen kann mit Stärken von 0,4 bis 1,5 mm dünner und mit einer besseren Oberflächenbeschaffenheit produziert werden.